# يوزف هيشت
يوزف هيشت (بالبولندية: Józef Hecht)‏ هو نقاش ورسام بولندي، ولد في 14 ديسمبر 1891 في وودج في بولندا، وتوفي في 19 يونيو 1951 في باريس في فرنسا.